# Inca à gemme bleue
Coeligena lutetiae
Espèce
Statut de conservation UICN

 LC  : Préoccupation mineure
Statut CITES
L'Inca à gemme bleue (Coeligena lutetiae) est une espèce de colibris.

## Répartition
Cet oiseau est présent en Colombie, Équateur et dans l'extrême nord du Pérou.

Carte de répartition de l'espèce

## Habitat
Ses habitats sont les forêts tropicales et subtropicales humides de hautes altitudes.

## Sous-espèces
D'après Alan P. Peterson, cette espèce est constituée des deux sous-espèces suivantes :
- Coeligena lutetiae albimaculata Sanchez Oses, 2006 ;
- Coeligena lutetiae lutetiae (Delattre & Bourcier, 1846).